# Rhytidosporum procumbens
Rhytidosporum procumbens là một loài thực vật có hoa trong họ Pittosporaceae. Loài này được (Benth.) F. Muell. ex Hook. f. miêu tả khoa học đầu tiên năm 1855.